# Wagner (Bahia)
Wagner – miasto i gmina w Brazylii, w stanie Bahia. Znajduje się w mezoregionie Centro-Sul Baiano i mikroregionie Seabra.